# Districtul Warendorf
Districtul Warendorf este un district rural (în germană Landkreis) situat  în regiunea Münsterland, landul Renania de Nord-Westfalia, Germania.